# Дамонов плавац
Дамонов плавац или Дамон (лат. Polyommatus damon) је врста лептира из породице плаваца (лат. Lycaenidae).

## Опис врсте
- Polyommatus d. damone  ♀
- Polyommatus d. damone  ♀ △

По белој прузи на доњој страни крила сличан је смеђану, али га од њега лако разликујемо по плавој горњој страни крила. 

## Распрострањење и станиште
Насељава ливаде на већим надморским висинама у окриљу шума и жбуњака. у Србији је редак и дуго није забележен. Јавља се спорадично у јужној и централној Европи, али локално може бити чест. 

## Биљке хранитељке
Биљке хранитељке овог лептира су из рода еспарзета (Onobrychis spp.).